# Демансии
Демансии, или коричневые змеи (лат. Demansia), — род змей из семейства аспидов.

## Описание

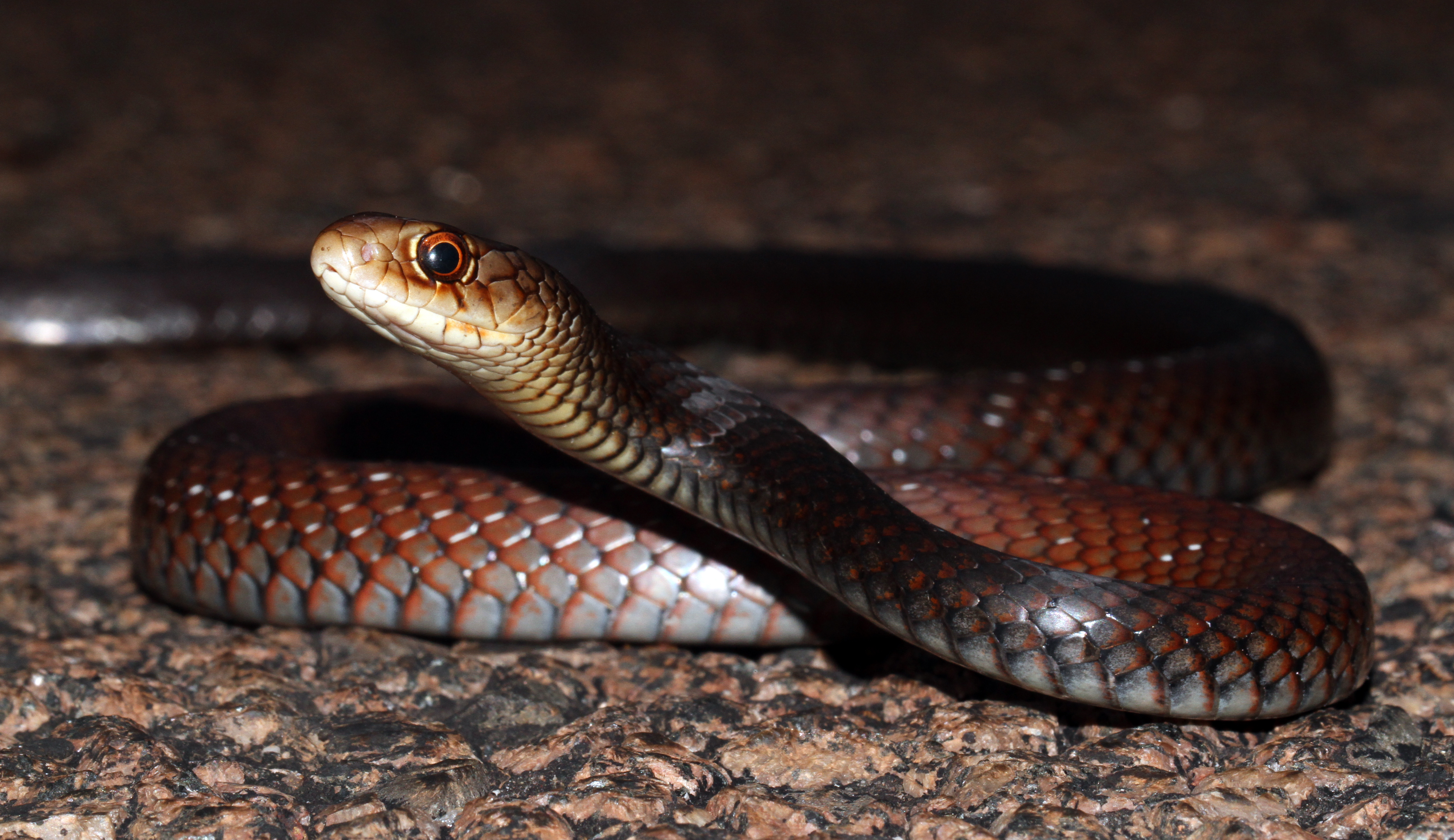
Demansia vestigiata

Общая длина представителей этого рода колеблется от 70 см до 1,3 м. Голова небольшая, затуплённая. Туловище тонкое и стройное. Зубная система у коричневых змей очень примитивная — позади ядовитых клыков на удлиненной верхнечелюстной кости расположено от 7 до 15 мелких зубов.
Окраска спины большинства видов коричневая, бурая, песчаная, серая, тёмно-зелёная. Встречаются виды с красными и жёлтыми полосами, которые расположены поочередно. Брюхо у большинства видов светлее спины.

## Образ жизни
Населяют песчаную, каменистую местность, полупустыни, редколесья. Активны днём, питаются мелкими ящерицами и грызунами.

## Размножение
Это яйцекладущие змеи.

## Распространение
Обитают в Австралии и Новой Гвинее.

## Классификация
На июль 2023 года в род включают 15 видов:
- Demansia angusticeps (Macleay, 1888)
- Demansia calodera Storr, 1978
- Demansia cyanochasma (Nankivell, 2023)[3]
- Demansia flagellatio Wells & Wellington, 1985
- Demansia olivacea (Gray, 1842) — Оливковая демансия
- Demansia papuensis (Macleay, 1877) — Папуанская демансия
- Demansia psammophis (Schlegel, 1837) — Коричневая демансия, или песчаная коричневая змея
- Demansia quaesitor Shea, 2007
- Demansia reticulata (Gray, 1842)
- Demansia rimicola Scanlon, 2007
- Demansia rufescens Storr, 1978
- Demansia shinei Shea, 2007
- Demansia simplex Storr, 1978
- Demansia torquata (Günther, 1862) — Кольчатая демансия, или кольчатая коричневая змея
- Demansia vestigiata (De Vis, 1884)